# Таїланд на зимових Олімпійських іграх 2018
Таїланд на зимових Олімпійських іграх 2018, що проходили з 9 по 25 лютого 2018 року в Пхьончхані (Південна Корея), був представлений 4 спортсменами в 2 видах спорту.

## Спортсмени
| Вид спорту          | Чоловіки | Жінки | Всього |
| ------------------- | -------- | ----- | ------ |
| Гірськолижний спорт | 1        | 1     | 2      |
| Лижні перегони      | 1        | 1     | 2.     |
| Всього              | 2        | 2     | 4      |